# Ponts (Spanyolország)
Ponts település Spanyolországban, Lleida tartományban. Ponts La Baronia de Rialb, Tiurana, Oliola és Artesa de Segre községekkel határos. Lakosainak száma 2703 fő (2024).

## Népesség
A település népessége az utóbbi években az alábbiak szerint változott:
| Lakosok száma | 1020 | 2121 | 1913 | 1861 | 2286 | 2365 | 2803 | 2701 | 2601 | 2703 |
|               | 1717 | 1887 | 1936 | 1960 | 1986 | 2004 | 2009 | 2014 | 2019 | 2024 |